# Felix Heezemans
Felix Heezemans (Driebergen, 1983) is een Nederlandse stand-upcomedian geboren in Driebergen. Heezemans is afgestudeerd aan de Koningstheaterakademie te 's-Hertogenbosch. Hij heeft de Jury- en publieksprijs van de Culture Comedy Award van 2011 gewonnen. Samen met de winnaars van de voorgaande edities gaat hij toeren langs Nederlandse en Belgische theaters. Hiernaast heeft hij ook de publieksprijs van Comedyslam in 2011 gewonnen. In 2017 won hij de publieksprijs van het Leids Cabaret Festival.